# Пітель (озеро)
Пітель (латис. Peiteļa ezers, також Pītelis, Piteļa ezers, рос. Питель) — озеро на латвійсько-російському кордоні.
Східна частина водойми належить до Прикордонної волості Красногородського району Псковської області Росії, західна частина — до Цибльського краю Латвії.
Площа — 3,8 км² (380,0 га), у тому числі Росії належать 2,0 км² (53 %), Латвії — 1,8 км² (47 %). Максимальна глибина — 4,5 м, середня глибина — 1,5 м, площа водозбірного басейну — 36,7 км².
Стічне. Належить до басейну річки Синя (Зілупе), притоки річки Велика.
Тип озера лящево-плітковий. Масові види риб: лящ, щука, плітка, окунь, йорж, карась, краснопірка, плоскирка, лин, в'юн, щипавка звичайна.
Оточене болотом, за винятком східного берега. Для озера характерні: мулисто-піщане дно, в літоралі — пісок, мул.